# Foz de Arouce

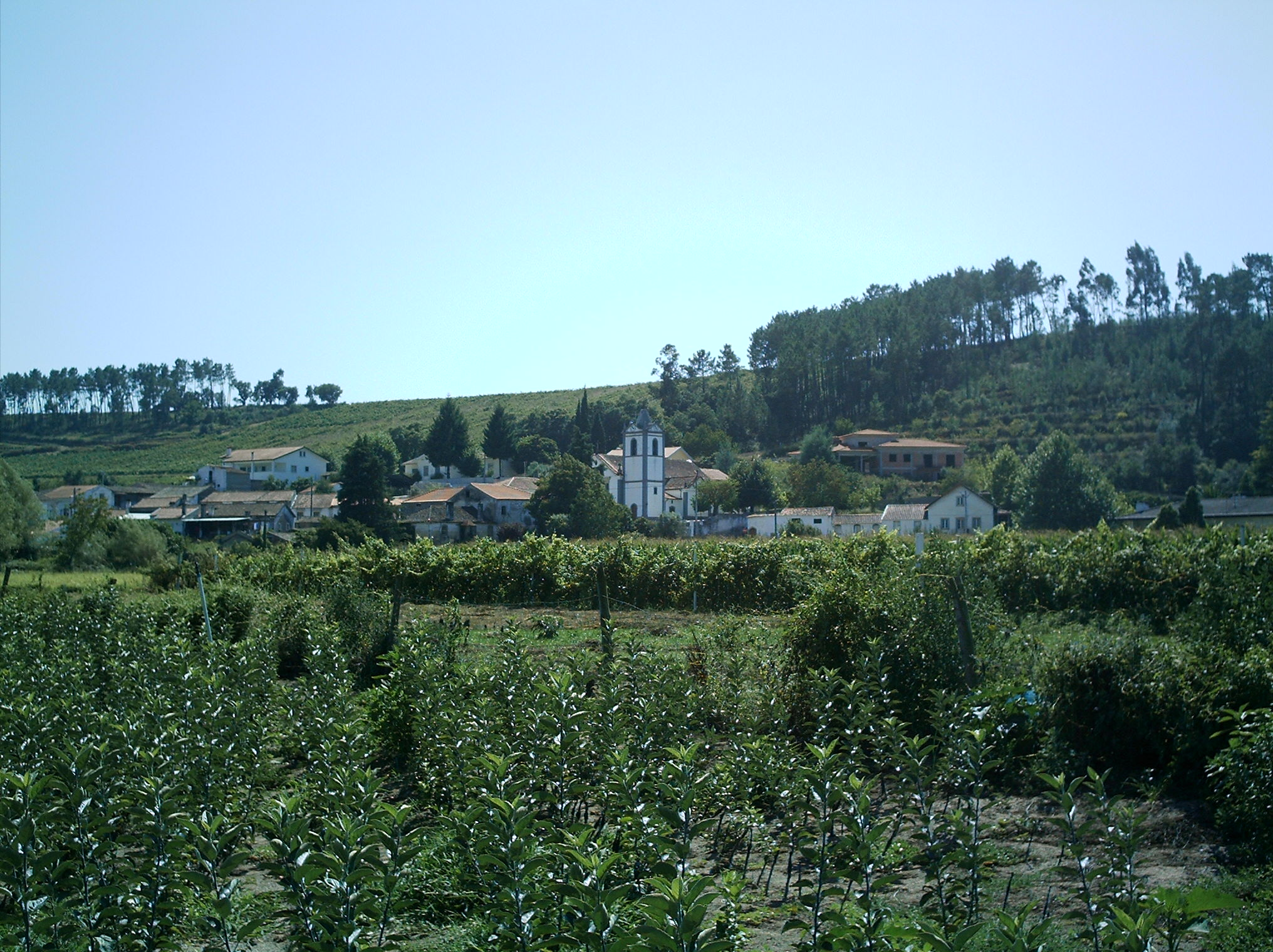
Foz de Arouce

Foz de Arouce ist eine Ortschaft und ehemalige Gemeinde in Portugal.

## Geschichte
Bereits zu Zeiten der Grafschaft Coimbra Ende des 10. Jahrhunderts gehörte der Ort zum Kreis von Lousã.
Im Verlauf der Napoleonischen Kriege auf der Iberischen Halbinsel trafen hier am 15. März 1811 portugiesisch-britische Truppen und das sich zurückziehende französische Invasionsheer unter General André Masséna aufeinander. Ein Denkstein erinnert an das Ereignis.
Foz de Arouce war eine eigenständige Gemeinde (Freguesia) im Kreis (Concelho) von Lousã. Am 30. Juni 2011 hatte die Gemeinde 1075 Einwohner auf einer Fläche von 15,6 km².

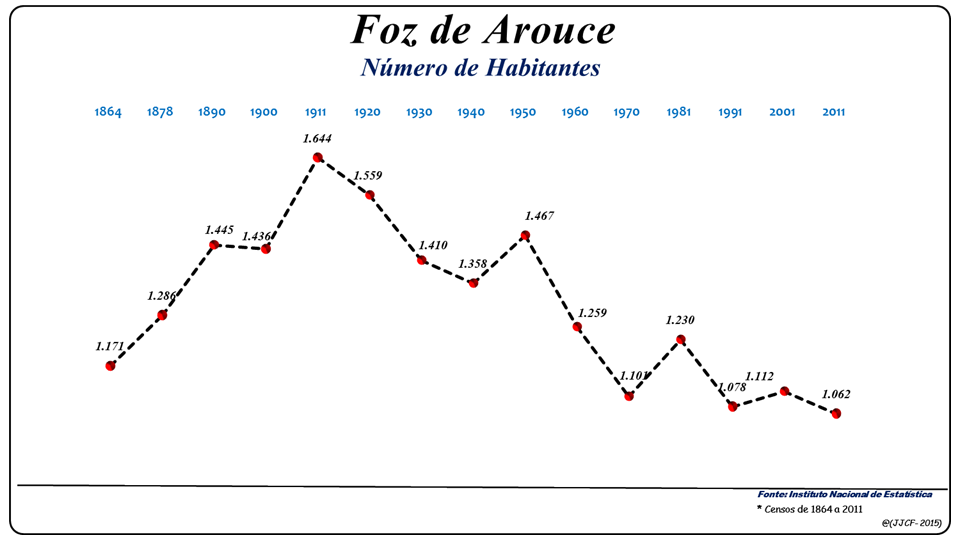
Bevölkerungsentwicklung der Gemeinde Foz de Arouce

Im Zuge der kommunalen Neuordnung Portugals nach den Kommunalwahlen am 29. September 2013 wurde die Gemeinde mit Casal de Ermio zur neuen Gemeinde União das Freguesias de Foz de Arouce e Casal de Ermio zusammengeschlossen. Sitz der neuen Gemeinde wurde Foz de Arouce.

## Kultur und Sehenswürdigkeiten

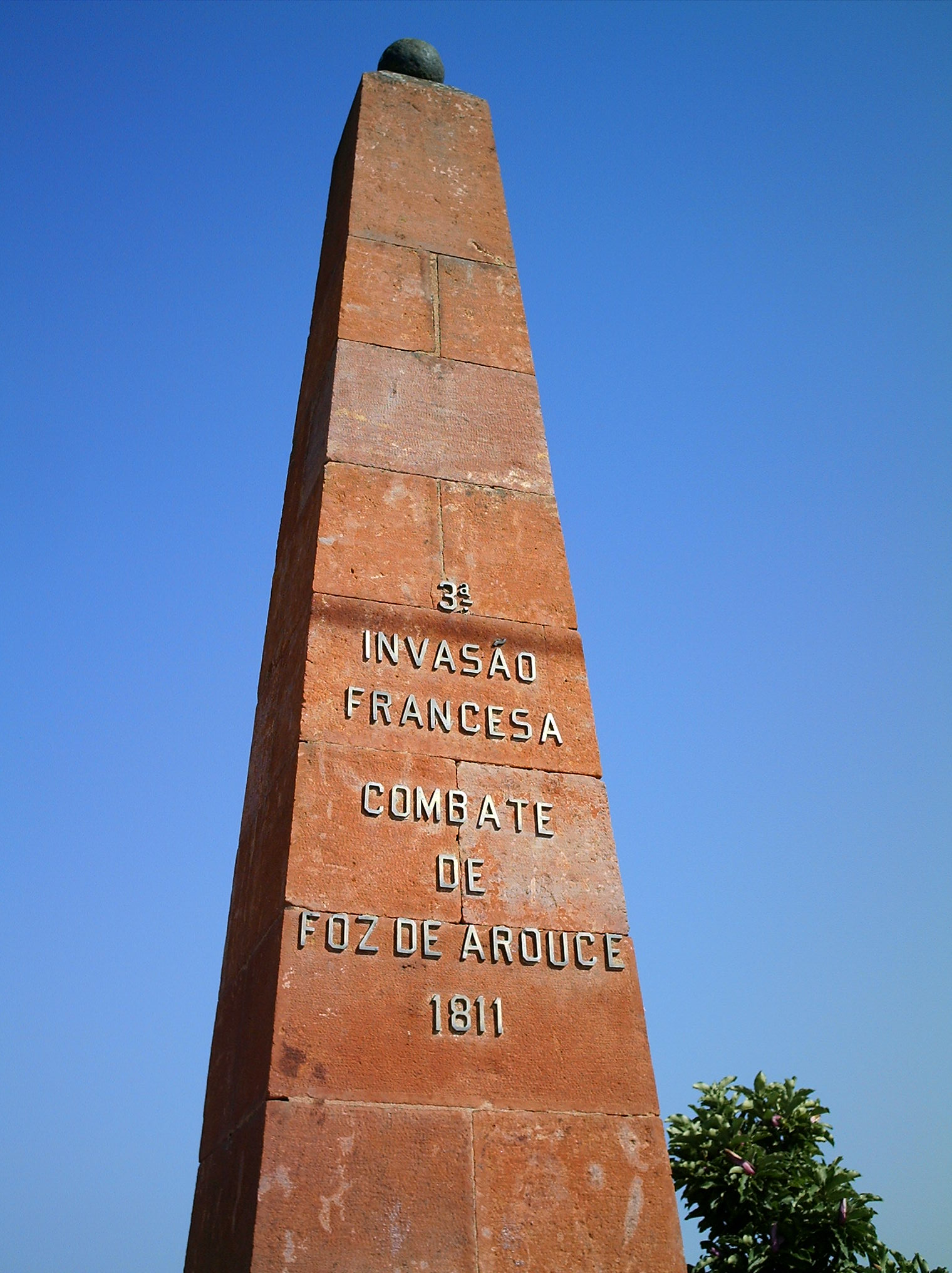
Denkmal für die Schlacht von 1811

Unter den geschützten Baudenkmälern befinden sich hier das barocke Herrenhaus Casa Foz de Arouce, die Gemeindekirche Igreja Paroquial de Foz de Arouce (auch Igreja de São Miguel) aus dem 16. Jahrhundert und die Brücke aus dem 14. Jahrhundert, die in fünf Bögen über den Rio Ceire führt.
An der Gedenkstätte zur Schlacht von 1811 erinnert ein Denkmal an das Datum.